# 完備化 (環論)
在交換代數中，可以探討一個交換環 {\displaystyle R} 本身，或一個 {\displaystyle R}-模對一理想 {\displaystyle I\subset R} 的完備性。由於完備環有較容易處理的性質，完備化是研究交換環的基本工具。
幾何上，交換環的完備化對應到一個閉子概形的形式鄰域。

## I-進拓撲
對於一個交換環 {\displaystyle R} 及其理想 {\displaystyle I}（通常取為極大理想），可以藉著取 {\displaystyle I^{n}\;(n\in \mathbb {N} )} 為零元素的開鄰域，賦予 {\displaystyle R} 相應的拓撲結構，使之成為對加法的拓撲群。這種拓撲稱為 {\displaystyle I}-進拓撲。
對於一個 {\displaystyle R}-模 {\displaystyle M}，同樣可考慮零元素的開鄰域 {\displaystyle I^{n}M}，由此得到 {\displaystyle M} 上的 {\displaystyle I}-進拓撲。

## 完備化及其性質
模 {\displaystyle M} 對 {\displaystyle I\subset R} 的完備化定義為射影極限：
{\displaystyle {\hat {M}}:=\varprojlim _{n}M/I^{n}M}
正如其名，{\displaystyle {\hat {M}}} 對其 {\displaystyle I}-進拓撲是完備的。對於固定的 {\displaystyle I\subset R}，{\displaystyle M\mapsto {\hat {M}}} 是從 {\displaystyle R}-模範疇（態射為模同態）到 {\displaystyle I}-進拓撲 {\displaystyle R}-模（態射為連續同態）的函子；透過自然同態 {\displaystyle M\to {\hat {M}}}，它是與之反向的遺忘函子的左伴隨函子，因而是右正合的。
對於諾特環，{\displaystyle {\hat {R}}} 是平坦的 {\displaystyle R}-模。此時，對任何有限生成 {\displaystyle R}-模 {\displaystyle M}，自然態射 {\displaystyle {\hat {M}}\to M\otimes _{R}{\hat {R}}} 是個同構。綜上所述，對於諾特環 {\displaystyle R}上的有限生成 {\displaystyle R}-模，完備化是個正合函子。
此外，完備化也可以用柯西序列構造，得到的對象是自然同構的。

## 例子
- p進整數是 {\displaystyle \mathbb {Z} } 對 {\displaystyle p\mathbb {Z} } 的完備化。
- 形式冪級數環 {\displaystyle k[[X_{1},\ldots ,X_{n}]]} 是多項式環 {\displaystyle k[X_{1},\ldots ,X_{n}]} 對 {\displaystyle (X_{1},\ldots ,X_{n})} 的完備化。

## 文獻
- David Eisenbud, Commutative algebra. With a view toward algebraic geometry. Graduate Texts in Mathematics, 150. Springer-Verlag, New York, 1995. xvi+785 pp. ISBN 0-387-94268-8; ISBN 0-387-94269-6